# Gabriel Manimbem
 (mai 2021).
 (février 2022).
 (février 2022).
Gabriel Manimbem (parfois noté Gabriel Manimben) est un entrepreneur camerounais spécialiste du shipping, du transit et de l'aconage. Il est administrateur, directeur général de l'Agence des Prestations Maritimes (APM) et amateur d'agriculture.

## Biographie

### Enfance, éducation et débuts
Gabriel Manimbem naît à Nitoukou, près de Dizangué, sur les terres cultivées par Safacam où son père travaille. ll accompagne sa mère qui vend des beignets et des bananes pour subvenir aux besoins de la famille. Ses parents arrêtent sa scolarité au CM1 pour qu'il soit chasseur. Inscrit en CM2 grâce à ses bons résultats scolaires et habitant à Ndikiniméki, il va chercher des vivres pour la semaine chez ses parents. Il obtient le BEPC, à Douala, il fait la première G2. Il termine son Baccalauréat G2 au lycée technique. Il obtient sa licence à l'Université de Yaoundé. Il fait un concours d'entrée à la BEAC l'année de sa licence et il est pas admis mais doit perdre sa place pour un question de quota interrégionaux.

### Carrière
Il est administrateur et directeur de l'Agence de Prestations Maritimes (APM); une entreprise de logistique au Cameroun crée depuis 2004. Il ouvre le capital de son entreprise à ses employés compétents. 90% du capital de l'entreprise est détenu par les employés qui étaient ou qui sont dans l'entreprise.

#### Péripéties professionnelles
Il fait partie du premier staff du collège IPPB à Bonamoussadi. Prenant des cours du soir dans la logistique, faisant du shipping et du transit, il travaille chez un proche de sa famille ou il acquiert de l'expérience. En 1993, cette entreprise familiale ferme. Pendant 3 ans, avec son pécule, il ouvre et tient une boutique de vente à emporter. Son épouse y vend le pain, la viande et le haricot près du lycée de Bonamoussadi.
Grâce à la libéralisation du secteur de la logistique au Cameroun, le gouvernement permettant à des privés d'ouvrir des entreprises de logistique, il s'associe au locataire des engins de manutention de la précédente entreprise pour se lancer dans la création de l'entreprise de logistique Cam Cameroun. Celui obtient l'agrément de l'état. Il commence comme salarié et finit par se séparer de son partenaire.
Dans un environnement où Camship, Socamac et Camtenair, trois sociétés d'état faisant le shipping, la manutention et le transit sont privatisées, Sapca - ex propriétaire de Socamac - vend ses parts à Géodis. Gabriel Manimbem se fait embaucher par Géodis qui cherchait des compétences de transitaire. 
Avec des histoires de vols de cargaisons, il se retrouve en prison pour 7 jours à New Bell. Il perd ainsi son nouveau emploi chez Géodis.

#### Parcours d'entrepreneur
Il décide d'ouvrir une poissonnerie au marché central : La poissonnerie Hénoch. Après plusieurs péripéties dans l'entreprenariat, en 2003, il réussit avec des partenaires, à rassembler assez de capital pour créer APM, louer des engins lourds et un local de travail pour 1 an. Il agrège et offre les services de shipping, transit et aconage sur un seul guichet. En 2005, il obtient un agrément de type B lui donnant acès à des opérations directement au quai du Port autonome de Douala. Son capital passe de 50 millions en 2005 à 150 millions en 2007 lui permettant d'avoir un agrément de type A et puis un agrément Cemac.
En 2021, il manutentionne plus de tonnage au port de Douala que Bolloré Logistics au Cameroun. Son entreprise a plus de 300 employés dans son payroll. Avec un taux de rétention d'employés très élevé; la majorité de ses hauts cadres n'ayant connu que APM.

### Agence de prestations Maritimes (APM)
| Vidéos externes | |
|                 | Gabriel Manimbem, Expert Logistique à l'émission Manège du Savoir; 28 oct. 2015; Soirée Spéciale TV                            |
|                 | De répétiteur à capitaine d'industrie : L'incroyable histoire de Gabriel Manimbem \| Sortie le 22 mai 2021 \| Investir Au Pays |

Il investit au Port en eaux profondes de Kribi (PAK) où il ouvre le tout premier parc à bois et manutentionne le premier navire de bois du port. Malgré la défaillance de Nécotrans au port de Kribi, il gère le terminal pendant quelques mois,,. Pour cela, il se positionne dans la construction du chemin de fer Nord Congo / Kribi et celle du port Autonome de Limbe avec ses partenaires. En 2020, il propose au gouvernement la création d'un terminal minéralier.

### Vie privée
Gabriel Manimbem est marié et a trois enfants. Il est aussi actif dans les œuvres caritatives de sa paroisse à Logbaba à Douala. Il est amateur de chant et possède des exploitations agricoles.

## Distinctions
Il est depuis juin 2019, le président du Groupement professionnel des aconiers du Cameroun (Gpac).